# Minervino Pietra
Minervino José Lopes Pietra (Lisbona, 1º marzo 1954 – Lisbona, 7 marzo 2024) è stato un allenatore di calcio e calciatore portoghese, di ruolo difensore.

## Carriera

### Club
Trascorse tutta la carriera nel campionato portoghese, vincendolo 4 volte con il Benfica.

### Nazionale
Collezionò 27 presenze con la maglia della Nazionale.

## Statistiche

### Presenze e reti in Nazionale
| Cronologia completa delle presenze e delle reti in nazionale ― Portogallo | Cronologia completa delle presenze e delle reti in nazionale ― Portogallo | Cronologia completa delle presenze e delle reti in nazionale ― Portogallo | Cronologia completa delle presenze e delle reti in nazionale ― Portogallo | Cronologia completa delle presenze e delle reti in nazionale ― Portogallo | Cronologia completa delle presenze e delle reti in nazionale ― Portogallo | Cronologia completa delle presenze e delle reti in nazionale ― Portogallo | Cronologia completa delle presenze e delle reti in nazionale ― Portogallo |
| Data                                                                      | Città                                                                     | In casa                                                                   | Risultato                                                                 | Ospiti                                                                    | Competizione                                                              | Reti                                                                      | Note                                                                      |
| ------------------------------------------------------------------------- | ------------------------------------------------------------------------- | ------------------------------------------------------------------------- | ------------------------------------------------------------------------- | ------------------------------------------------------------------------- | ------------------------------------------------------------------------- | ------------------------------------------------------------------------- | ------------------------------------------------------------------------- |
| 14-11-1973                                                                | Lisbona                                                                   | Portogallo                                                                | 1 – 1                                                                     | Irlanda del Nord                                                          | Qual. Mondiali 1974                                                       | -                                                                         |                                                                           |
| 09-03-1975                                                                | Goiânia                                                                   | Goiás                                                                     | 2 – 1                                                                     | Portogallo                                                                | Amichevole                                                                | -                                                                         |                                                                           |
| 26-04-1975                                                                | Colombes                                                                  | Francia                                                                   | 0 – 2                                                                     | Portogallo                                                                | Amichevole                                                                | -                                                                         |                                                                           |
| 30-04-1975                                                                | Praga                                                                     | Cecoslovacchia                                                            | 5 – 0                                                                     | Portogallo                                                                | Qual. Euro 1976                                                           | -                                                                         |                                                                           |
| 16-10-1976                                                                | Porto                                                                     | Portogallo                                                                | 0 – 2                                                                     | Polonia                                                                   | Qual. Mondiali 1978                                                       | -                                                                         |                                                                           |
| 30-03-1977                                                                | Funchal                                                                   | Portogallo                                                                | 1 – 0                                                                     | Svizzera                                                                  | Amichevole                                                                | -                                                                         |                                                                           |
| 16-11-1977                                                                | Faro                                                                      | Portogallo                                                                | 4 – 0                                                                     | Cipro                                                                     | Qual. Mondiali 1978                                                       | -                                                                         |                                                                           |
| 20-09-1978                                                                | Setúbal                                                                   | Portogallo                                                                | 1 – 0                                                                     | Stati Uniti                                                               | Amichevole                                                                | -                                                                         |                                                                           |
| 15-11-1978                                                                | Vienna                                                                    | Austria                                                                   | 1 – 2                                                                     | Portogallo                                                                | Qual. Euro 1980                                                           | -                                                                         |                                                                           |
| 29-11-1978                                                                | Lisbona                                                                   | Portogallo                                                                | 1 – 0                                                                     | Scozia                                                                    | Qual. Euro 1980                                                           | -                                                                         |                                                                           |
| 09-05-1979                                                                | Oslo                                                                      | Norvegia                                                                  | 0 – 1                                                                     | Portogallo                                                                | Qual. Euro 1980                                                           | -                                                                         |                                                                           |
| 17-10-1979                                                                | Bruxelles                                                                 | Belgio                                                                    | 2 – 0                                                                     | Portogallo                                                                | Qual. Euro 1980                                                           | -                                                                         |                                                                           |
| 15-10-1980                                                                | Glasgow                                                                   | Scozia                                                                    | 0 – 0                                                                     | Portogallo                                                                | Qual. Mondiali 1982                                                       | -                                                                         |                                                                           |
| 19-11-1980                                                                | Lisbona                                                                   | Portogallo                                                                | 1 – 0                                                                     | Irlanda del Nord                                                          | Qual. Mondiali 1982                                                       | -                                                                         |                                                                           |
| 17-12-1980                                                                | Lisbona                                                                   | Portogallo                                                                | 3 – 0                                                                     | Israele                                                                   | Qual. Mondiali 1982                                                       | -                                                                         |                                                                           |
| 15-04-1981                                                                | Porto                                                                     | Portogallo                                                                | 1 – 1                                                                     | Bulgaria                                                                  | Amichevole                                                                | -                                                                         |                                                                           |
| 29-04-1981                                                                | Belfast                                                                   | Irlanda del Nord                                                          | 1 – 0                                                                     | Portogallo                                                                | Qual. Mondiali 1982                                                       | -                                                                         |                                                                           |
| 20-06-1981                                                                | Porto                                                                     | Portogallo                                                                | 2 – 0                                                                     | Spagna                                                                    | Amichevole                                                                | -                                                                         |                                                                           |
| 24-06-1981                                                                | Solna                                                                     | Svezia                                                                    | 3 – 0                                                                     | Portogallo                                                                | Qual. Mondiali 1982                                                       | -                                                                         |                                                                           |
| 23-09-1981                                                                | Lisbona                                                                   | Portogallo                                                                | 2 – 0                                                                     | Polonia                                                                   | Amichevole                                                                | -                                                                         |                                                                           |
| 14-10-1981                                                                | Lisbona                                                                   | Portogallo                                                                | 1 – 2                                                                     | Svezia                                                                    | Qual. Mondiali 1982                                                       | 1                                                                         |                                                                           |
| 17-02-1982                                                                | Hannover                                                                  | Germania Ovest                                                            | 3 – 1                                                                     | Portogallo                                                                | Amichevole                                                                | -                                                                         |                                                                           |
| 22-09-1982                                                                | Helsinki                                                                  | Finlandia                                                                 | 0 – 2                                                                     | Portogallo                                                                | Qual. Euro 1984                                                           | -                                                                         |                                                                           |
| 10-10-1982                                                                | Lisbona                                                                   | Portogallo                                                                | 2 – 1                                                                     | Polonia                                                                   | Qual. Euro 1984                                                           | -                                                                         |                                                                           |
| 13-04-1983                                                                | Coimbra                                                                   | Portogallo                                                                | 0 – 0                                                                     | Ungheria                                                                  | Amichevole                                                                | -                                                                         |                                                                           |
| 27-04-1983                                                                | Mosca                                                                     | Unione Sovietica                                                          | 5 – 0                                                                     | Portogallo                                                                | Qual. Euro 1984                                                           | -                                                                         |                                                                           |
| 21-09-1983                                                                | Lisbona                                                                   | Portogallo                                                                | 5 – 0                                                                     | Finlandia                                                                 | Qual. Euro 1984                                                           | -                                                                         |                                                                           |
| Totale                                                                    |                                                                           | Presenze                                                                  | 27                                                                        |                                                                           | Reti                                                                      | 1                                                                         |                                                                           |

## Palmarès

### Club

#### Competizioni nazionali
- Campionato portoghese: 4

Benfica: 1976-1977, 1980-1981, 1982-1983, 1983-1984
- Coppa di Portogallo: 5

Benfica: 1979-1980, 1980-1981, 1982-1983, 1984-1985, 1985-1986